# Hypena sylpha
Hypena sylpha là một loài bướm đêm trong họ Erebidae.